# Ceratomyxa macronesi
Ceratomyxa macronesi is een microscopische parasiet uit de familie Ceratomyxidae. Ceratomyxa macronesi werd in 1943 beschreven door Chakravarty. 